# Берегись капли
«Берегись капли» (англ. Beware! The Blob, также Beware the Blob, Son of Blob, Son of the Blob или The Blob Returns) — фильм ужасов 1972 года, режиссёра Ларри Хэгмэна. Является продолжением фильма «Капля» (1958 года).

## Сюжет
Честер Харгис, работающий техником на прокладке трубопровода по Аляске, находит в земле странную замёрзшую субстанцию. После того, как его жена случайно размораживает это, оттаявший кусок космического желе сразу же начинает поглощать все живые организмы вокруг себя.

## В ролях
- Роберт  Уокер — Бобби Хэртфорд
- Гвин Гилфорд — Лиза Кларк
- Ричард Стал — Эдвард Фазио
- Ричард Уэбб — шериф Джонс
- Марлен Кларк — Мариана Харгис
- Дик Ван Паттен — начальник отряда бойскаутов Адлеман
- Синди Уильямс — хиппи
- Ларри Норман — подросток блондин
- Шелли Берман — парикмахер
- Ларри Хэгмэн — хобо
- Кэрол Линли — Лесли
- Бёрджесс Мередит — хобо (в титрах не указан)
- Сид Хэйг — заместитель Теда Симса (в титрах не указан)
- Дел Клоуз — одноглазый хобо (в титрах не указан)